# آمدگاه هیچی
آمدگاه هیچی (به انگلیسی: Heechee Rendezvous)، سومین کتاب از مجموعهٔ کتاب‌های علمی–تخیلی حماسهٔ هیچی (Heechee Saga) است که نویسندهٔ آمریکایی، فردریک پوهل، در سال ۱۹۸۴ آنرا نوشت. این کتاب در رای‌گیری جایزه لوکس سال ۱۹۸۵ موفق شد مقام پنجم را از آن خود کند. این کتاب، دنباله‌ای است بر کتاب فراسوی افق رویداد آبی که در سال ۱۹۸۰ منتشر شد.

## داستان
نزدیک به دو دهه از پایان کتاب پیشین گذشته و جهان بر اثر فعالیت‌های تروریستی ملتهب است. اکنون، رابینت برودهد میلیونری است که از مشکلات سلامتی رنج می‌برد اما علاقه‌ای به پیوند بافت‌های انسان‌های زنده ندارد. فناوری حفظ خاطرات انسان‌ها پس از مرگ، بدست همسر برودهد پیشرفت خوبی کرده و از بهشت هیچی (Heechee Heaven) به عنوان سفینه‌ای برای انتقال چندین هزار نفر در هر ماه به سیارهٔ پگی (Peggy's planet) استفاده می‌شود. در این بین، اتفاقاتی می‌افتد که هیچی‌ها را از نهانگاه خود بیرون می‌آورد و آینده بشریت و نیز رابینت برودهد را تغییر می‌دهد.